# Дијамант Опенхајмер
Опенхајмер дијамант (енгл. Oppenheimer Diamond) је скоро савршени 253,7 каратни жути кристал. Припада колекцији највећих дијаманата на свету. Откривен је 1964. у Намибијском руднику у Јужној Африци. Хари Винстон га поклања Смиитсоновом институту као сећање на господина Ернеса Опенхеимера.